# Gadessa attemptalis
Gadessa attemptalis is een vlinder van de familie van de grasmotten (Crambidae), uit de onderfamilie van de Spilomelinae. De wetenschappelijke naam van deze soort is voor het eerst voorgesteld als Botys attemptalis door Pieter Snellen in een publicatie uit 1890.
De soort komt voor in India (Sikkim).